# アウグスト3世 (ポーランド王)

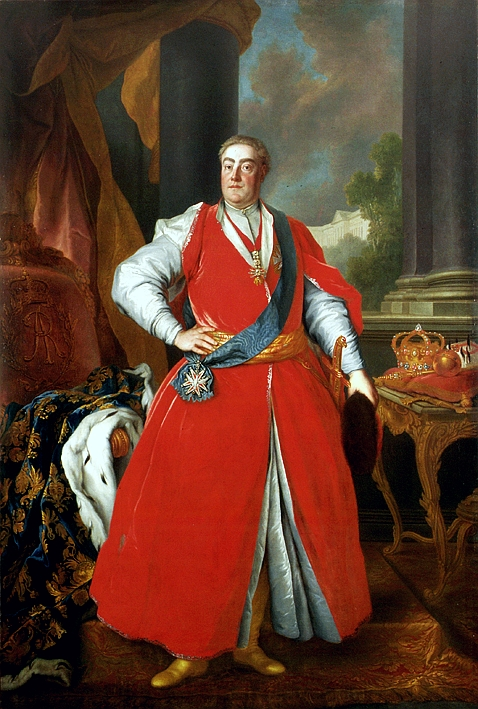
ポーランドのサルマティア・スタイルの衣装をまとうアウグスト3世、1756年頃

アウグスト3世サス（ポーランド語: August III Sas, 1696年10月17日 - 1763年10月5日）は、ポーランド・リトアニア共和国の国王（在位：1734年 - 1763年）、ザクセン選帝侯（在位：1733年 - 1763年）。アウグスト2世の唯一の嫡出子、母は王妃クリスティアーネ・フォン・ブランデンブルク＝バイロイト。ザクセン選帝侯としてはフリードリヒ・アウグスト2世（Friedrich August II.）と呼ばれる。数多くの異母弟の一人にフランス大元帥モーリス・ド・サックスがいる。

## 国王称号
- ラテン語: Augustus tertius, Dei gratia rex Poloniae, magnus dux Lithuaniæ, Russiæ, Prussiæ, Masoviæ, Samogitiæ, Kijoviæ, Volhiniæ, Podoliæ, Podlachiæ, Livoniæ, Smolensciæ, Severiæ, Czerniechoviæque, nec non hæreditarius dux Saxoniæ et princeps elector.
- 「アウグストゥス3世、神の恩寵によるポーランド王、リトアニア、ルテニア、プロイセン、マゾフシェ、サモギティア、キエフ、ヴォウィン、ポドレ、ポドラシェ、リヴォニア、スモレンスク、セヴェリア、チェルニフフの大公、およびザクセンの世襲公爵にして選帝侯」

## 生涯

### 初期の経歴
アウグスト3世は父アウグスト2世強健王の唯一の嫡出子として、1696年10月17日にドレスデンで生まれた。プロテスタントの教育を受けたが、父に倣って1712年にカトリックに改宗した（ただし、公表されたのは1717年のことだった）。1719年8月、神聖ローマ皇帝ヨーゼフ1世の娘マリア・ヨーゼファと結婚した。以降選帝侯即位までほとんど政治に関わらなかった。

### ザクセン選帝侯とポーランド国王即位
1733年2月に父が死去すると、フリードリヒ・アウグスト2世としてザクセン選帝侯に即位した。一方、選挙王制のポーランドでは、セイムによる国王自由選挙を経なければ先王の嗣子といえども王位の継承が認められなかった。フリードリヒ・アウグスト2世は国事詔書の承認で神聖ローマ皇帝カール6世の支持をとりつけ、ロシア帝国によるクールラント・ゼムガレン公国への主張の承認でアンナ女帝の支持をとりつけると、1733年10月にアウグスト3世としてポーランド国王に選出された。
フリードリヒ・アウグスト2世はロシア軍の助けを借りてスタニスワフ1世レシチニスキをポーランドから追い出し（ポーランド継承戦争）、1734年1月にクラクフで戴冠、1736年6月にワルシャワで広く承認された。

### オーストリア継承戦争と七年戦争
1740年10月にカール6世が死去すると、アウグスト3世は皇帝ヨーゼフ1世の娘を妃としたこともあってマリア・テレジアに敵対し（オーストリア継承戦争）、ハプスブルク家領の一部を請求した。しかし1742年にはマリア・テレジア支持への鞍替えを余儀なくされ、ザクセン軍は第二次シュレージエン戦争でプロイセン王フリードリヒ2世の軍勢と戦った。

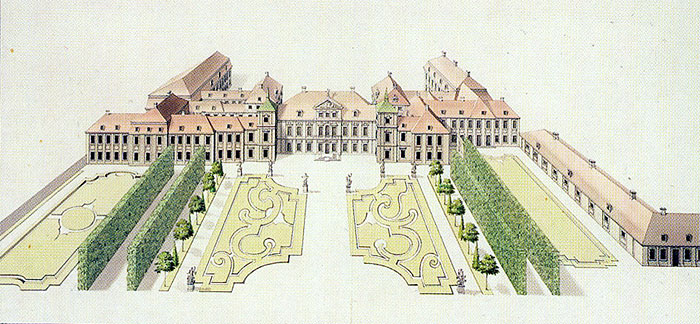
1765年当時のサスキ宮殿（ワルシャワ）。宮殿の建物はその後次々と拡張され壮大な宮殿となっていった。

1756年に勃発した七年戦争ではザクセンがプロイセン軍に侵攻されたが、ザクセン軍はピルナ包囲戦で1756年10月に降伏を余儀なくされ、さらにワルシャワのサスキ宮殿（ザクセン宮殿）に避難したアウグスト3世はザクセンを回復しようともせず、ザクセンは戦争を通してプロイセンに占領されたままとなった。
1763年2月のフベルトゥスブルク条約で戦争が終結すると、アウグスト3世はザクセンに戻り、同年10月5日に死去した。息子フリードリヒ・クリスティアンがザクセン選帝侯を継承するも、同年12月に急死した。これにより、アルベルティン系ヴェッティン家はポーランド王位を失った（後にフリードリヒ・クリスティアンの子、ザクセン国王フリードリヒ・アウグスト1世がワルシャワ公に擁立される）。翌1764年、ロシア女帝エカチェリーナ2世の圧力により、スタニスワフ2世がポーランド国王に即位した。

## 人物
『ブリタニカ百科事典第11版』によると、アウグスト3世は政治の才能も興味もなく、ポーランドをロシアの影響下に置き、ザクセンを大臣たちに任せた。音楽と絵画に興味を持ち、ドレスデンの美術コレクションを充実させた。

## 子女

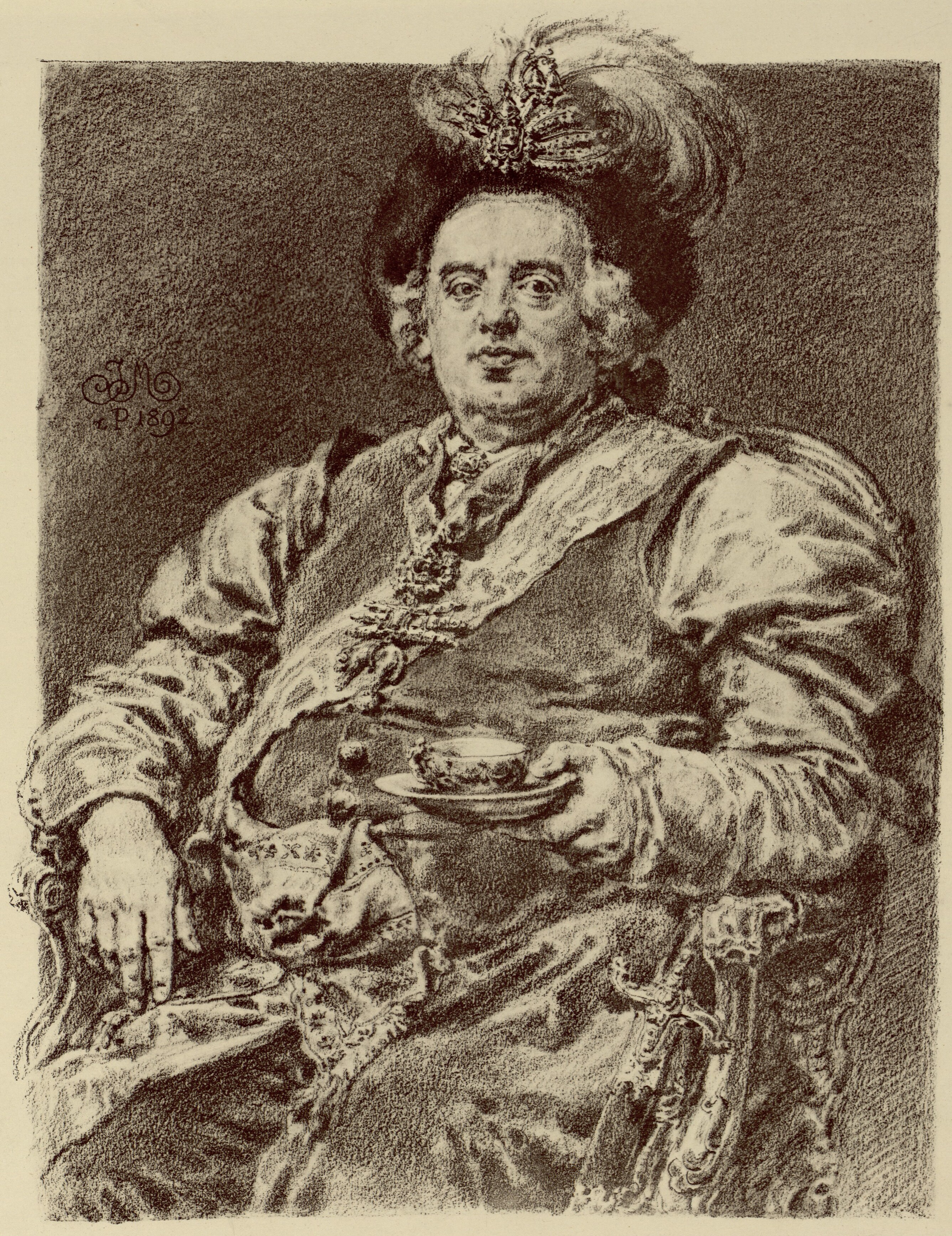
ヤン・マテイコによる、左手にカップを持つアウグスト3世の肖像画

1719年8月20日、アウグスト3世はドレスデンにおいて神聖ローマ皇帝ヨーゼフ1世の娘マリア・ヨーゼファと結婚した。夫妻の間には15人の子女が生れ、うち11人が成人した。
- フリードリヒ・アウグスト（1720年 - 1721年）
- ヨーゼフ（1721年 - 1728年）
- フリードリヒ・クリスティアン（1722年 - 1763年） - ザクセン選帝侯
- 娘（死産、1723年）
- マリア・アマリア（1724年 - 1760年） - 1738年、スペイン国王カルロス3世と結婚
- マリア・マルガレータ（1727年 - 1734年）
- マリア・アンナ・ゾフィア（1728年 - 1797年） - 1747年、バイエルン選帝侯マクシミリアン3世ヨーゼフと結婚
- フランツ・クサーヴァー（1730年 - 1806年） - ザクセン摂政（在任1763年 - 1768年）
- マリア・ヨーゼファ（1731年 - 1767年） - 1747年、フランス国王ルイ15世の長男ルイ・フェルディナンと結婚
- カール（1733年 - 1796年） - クールラント公
- マリア・クリスティーナ（1735年 - 1782年） - ルミルモン女子修道院長
- マリア・エリーザベト（1736年 - 1818年）
- アルベルト・カジミール（1738年 - 1822年） - テッシェン公、オーストリア領ネーデルラント総督
- クレメンス・ヴェンツェスラウス（1739年 - 1812年） - トリーア大司教
- マリア・クニグンデ（1740年 - 1826年） - トルンおよびエッセンの女子修道院長